# Xylotrechus binotaticollis
Xylotrechus binotaticollis là một loài bọ cánh cứng trong họ Cerambycidae.